# John Paul Jones Cottage Museum
Le John Paul Jones Cottage Museum est un musée situé sur le domaine d'Arbigland près de Kirkbean dans le Dumfries and Galloway, en Écosse. Ce cottage est le lieu de naissance — en 1747 — de John Paul Jones, héros de la guerre d'indépendance des États-Unis et l'un des fondateurs de la United States Navy. Le père de Jones étant jardinier du domaine, qui appartenait alors au comte de Selkirk.
Ouvert depuis 1993, d'avril à septembre, le cottage a été restauré pour lui redonner l'apparence qu'il devait avoir en 1747. Les amiraux en retraite Jerauld Wright (en) et Sir Nigel Henderson (en), sont à l'origine de ces travaux de restauration. On peut y voir une reconstitution de la cabine de John Paul Jones à bord de son navire le Bonhomme Richard, et des documents sur sa victoire contre le HMS Serapis à la Bataille de Flamborough Head en 1779. Les visiteurs ont également accès à des présentations sur sa vie et sa carrière.

### Sources et bibliographie
- (en) Cet article est partiellement ou en totalité issu de l’article de Wikipédia en anglais intitulé « John Paul Jones Cottage Museum » (voir la liste des auteurs).